# Macrocentrus terminalis
Macrocentrus terminalis är en stekelart som först beskrevs av William Harris Ashmead 1889.  Macrocentrus terminalis ingår i släktet Macrocentrus och familjen bracksteklar. Inga underarter finns listade i Catalogue of Life.